# Tamara Pál
Tamara Pál (* 1. September 2000 in Debrecen) ist eine ungarische Handballspielerin.

## Karriere

### Im Verein
Tamara Pál spielte in Ungarn für Győri ETO KC. Mit Győri gewann sie 2017, 2018 und 2019 die EHF Champions League, sowie mehrfach die ungarische Meisterschaft und den ungarischen Pokal. Ab 2019 wurde sie an den ungarischen Verein MTK Budapest verliehen. 2022 wechselte sie ganz nach Budapest. 2023 ging sie nach Rumänien zu SCM Gloria Buzău. Nach dem Rückzug des Vereins im Januar 2025 wechselte sie mit sofortiger Wirkung zum CSM Slatina.

### In Auswahlmannschaften
Mit der ungarischen Jugend-Nationalmannschaft gewann sie die Gold-Medaille beim Europäischen Olympischen Jugendfestival 2017. Im selben Jahr gewann sie mit Ungarn die Bronze-Medaille bei der U17-Europameisterschaft und wurde zudem in das All-Star-Team des Turniers gewählt. 2018 konnte sie die Silber-Medaille bei der U18-Weltmeisterschaft gewinnen. Bei der U19-Europameisterschaft 2019 wurde sie mit der Juniorinnen-Auswahl Europameister.
Im April 2022 gab sie ihr Debüt für die A-Nationalmannschaft gegen Portugal.